# نواة غنية بالبروتون
النواة الغنية بالبروتون هي نواة ذرية تكون فيها نسبة عدد البروتون إلى عدد النيوترونات أكبر بكثير من نسب النوى الموجودة في الطبيعة.(بالإنجليزية: p-nuclei)‏ (p تشير إلى وفرة- البروتون) وهي نظائر عناصر تحدث بشكل طبيعي لبعض العناصر بين السيلينيوم والزئبق شاملة العناصر التي لا يمكن أن تنتج إما من خلال عملية التقاط النيوترون البطئ - أو من خلال عملية التقاط النيوترون السريع.

## تعريف

جزء من جدول النويدات يظهر بعض النويدات المستقرة أو شبه المستقرة لعملية التقاط النيوترون البطيء - وعملية التقاط النيوترون السريع، ونواة غنية بالبروتون

المقالة التاريخية B2FH في الفيزياء النجمية والأعمال الكلاسيكية الرائدة لمارغاريت بوربيدج وجيفري بوربيدج ووليام فاولر وفريد هويل في عام 1957  و A.G.W. كاميرون (1957)  شرحت طريقة تكون غالبية النويدات التي تحدث بشكل طبيعي في ما بعد عنصر الحديد. وأنها تتكون من نوعين من عمليات التقاط النيوترونات (عملية التقاط النيوترون البطيء - وعملية التقاط النيوترون السريع). لا يتم التوصل إلى بعض النويدات الغنية بالبروتون الموجودة في الطبيعة من خلال هذه العمليات، وبالتالي هناك حاجة إلى عملية إضافية واحدة على الأقل لتخليقها. وتسمى هذه النوى نواة غنية بالبروتون ( p-nuclei).
النويدات الغنية بالبروتون نادرة جدا. نظائر عناصر النواة الغنية بالبروتون أقل وفرة عادة بعوامل من عشرة إلى ألف من النظائر الأخرى لنفس العنصر. وفرة النواة الغنية بالبروتون يمكن تحديدها فقط من خلال بحوث الجيوكيمياء وتحليل المواد النيزكية والحبيبات قبل شمسية. ولا يمكن التعرف عليها في أطياف النجوم. ولذلك، فإن معرفة وفرة النويدات الغنية بالبروتون تقتصر على تلك الموجودة في النظام الشمسي وليس من المعروف ما إذا كان نموذج وفرة النويدات الغنية بالبروتون في النظام الشمسي مثالي لدرب التبانة.
| النويدة | تعليق |
| ------- | --- |
| 74Se    | |
| 78Kr    | |
| 84Sr    | |
| 92Nb    | نويدات مشعة طويلة العمر؛ وليست نواة غنية بالبروتون كلاسيكية ولا يمكن أن تنشأ من خلال (عملية التقاط النيوترون البطيء - أو عملية التقاط النيوترون السريع) |
| 92Mo    | |
| 94Mo    | |
| 97Tc    | نويدات مشعة طويلة العمر؛ وليست نواة غنية بالبروتون كلاسيكية ولا يمكن أن تنشأ من خلال (عملية التقاط النيوترون البطيء - أو عملية التقاط النيوترون السريع) |
| 98Tc    | نويدات مشعة طويلة العمر؛ وليست نواة غنية بالبروتون كلاسيكية ولا يمكن أن تنشأ من خلال (عملية التقاط النيوترون البطيء - أو عملية التقاط النيوترون السريع) |
| 96Ru    | |
| 98Ru    | |
| 102Pd   | |
| 106Cd   | |
| 108Cd   | |
| 113In   | (جزئيا) في عملية التقاط النيوترون البطيء وعملية التقاط النيوترون السريع كعامل مساعد                                                                     |
| 112Sn   | |
| 114Sn   | |
| 115Sn   | (جزئيا) في عملية التقاط النيوترون البطيء وعملية التقاط النيوترون السريع كعامل مساعد.                                                                    |
| 120Te   | |
| 124Xe   | |
| 126Xe   | |
| 130Ba   | نويدات طويلة العمر |
| 132Ba   | |
| 138La   | نويدات طويلة العمر; تنشأ من عملية ν-process |
| 136Ce   | |
| 138Ce   | |
| 144Sm   | |
| 146Sm   | نويدات مشعة طويلة العمر؛ وليست نواة غنية بالبروتون كلاسيكية ولا يمكن أن تنشأ من خلال (عملية التقاط النيوترون البطيء - أو عملية التقاط النيوترون السريع) |
| 152Gd   | نويدات طويلة العمر |
| 156Dy   | |
| 158Dy   | |
| 162Er   | |
| 164Er   | (جزئيا) في عملية التقاط النيوترون البطيء |
| 168Yb   | |
| 174Hf   | نويدات طويلة العمر |
| 180mTa  | (جزئيا) في عملية ν؛ ومن عملية التقاط النيوترون البطيء كعامل مساعد.                                                                                      |
| 180W    | نويدات طويلة العمر |
| 184Os   | |
| 190Pt   | نويدات طويلة العمر |
| 196Hg   | |

## أصول النويدات الغنية بالبروتون
عملية إنتاج النويدات الغنية بالبروتون في الفيزياء الفلكية غير مفهومة تماما حتى الآن. ووفقا للمحاكاة الحاسوبية الحالية لعملية (γ) الشائعة في نويدات المستعرات العظمى المنهارة (مستعر أعظم من النوع الثاني) فإن العملية (γ) لا يمكن أن تنتج نويدات غنية بالبروتون بكميات كافية. ولذلك فإنه يتم حاليا عمل بحوث للاكتشاف طرق أخرى. ويتوقع علماء الفلك أن عملية إنتاج النويدات الغنية بالبروتون ليست عملية واحدة فقط ولكن عمليات مختلفة في عدد من المواقع الفلكية تنتج نطاقات معينة من النويدات الغنية بالبروتون.

### أساسيات إنتاج النويدات الغنية بالبروتون
من حيث المبدأ، هناك طريقتان لإنتاج النويدات الغنية بالبروتون: من خلال إضافة البروتونات بالتسلسل إلى النويدات (تفاعلات نووية) من النوع (p، γ) أو عن طريق إزالة النيوترونات من النواة من خلال تسلسل عملية الانحلال النووي بأشعة غاما تفاعلات نووية من النوع (γ,n).

### العمليات الممكنة

#### عملية البروتون (عملية P)
في عملية البروتون، يُقترح أن النواة الغنية بالبروتون تُصنع من بضع التقاطات للبروتون على النيوكليدات المستقرة، كما تنشأ نواة البذور من عملية الاتقاط السريعة وعملية الاتقاط البطيئة وهي موجودة بالفعل في البلازما النجمية. كما هو مُبين، هناك صعوبات حقيقية في تفسير جميع النواة الغنية بالبروتون من خلال هذه العملية، كما تبين لاحقًا أنه لم تتوافر الشروط المطلوبة في النجوم أو الانفجارات النجمية.
استنادًا إلى معناه التاريخي، يستخدم مصطلح عملية البروتون أحيانًا بإهمال في أي عملية توليف لنواة غنية بالبروتون، حتى في حالة عدم وجود التقاط للبروتون.

#### العملية Y
يمكن الحصول على نواة غنية بالبروتون بواسطة عملية الانحلال الضوئي للنواة البطيئة والسريعة. عند درجات حرارة تتراوح بين 2-3 مليار كلفن ووقت قصير للعملية لبضع ثوانٍ (وهذا يتطلب عملية تفجيرية)، سيبقى الانحلال الضوئي للنواة الموجودة مسبقًا صغيرًا، بما يكفي لإنتاج كميات ضئيلة جدًا من النواة الغنية بالبروتون. وهذا ما يسمى بالعملية γ لأن عملية الانحلال الضوئي تحدث بواسطة التفاعلات النووية من الأنواع (γ و n) و (γ و α) و (γ، p)، والتي تنتج بواسطة فوتونات حيوية للغاية (أشعة غاما).

#### العملية v
إذا كان هناك مصدر مكثف بما فيه الكفاية من النيوتريونات، فإن التفاعلات النووية يمكن أن تنتج بشكل مباشر نويدات معينة، على سبيل المثال 7Li ،11B ،19F ،138La في المستعرات الأعظمية ذات الانهيار الجوهري.

#### عمليات التقاط بروتون سريعة
في العملية p تُضاف البروتونات إلى نوى ذرية مستقرة أو ضعيفة الاضمحلال الإشعاعي. إذا كانت هناك كثافة بروتونية عالية في البلازما النجمية، فحتى النويدات المشعة قصيرة العمر يمكنها التقاط بروتون واحد أو أكثر قبل تحلل بيتا. هذا ينقل بسرعة مسار التخليق النووي من منطقة النوى المستقرة إلى الجانب الغني بالبروتون في جدول النويدات، وهذا ما يسمى التقاط البروتون السريع.
هنا، تستمر سلسلة من تفاعلات الأنواع (p,γ) إلى أن يصبح تحلل بيتا للنواة أسرع من التقاط بروتون إضافي، أو حتى الوصول إلى خط تقطر البروتون. كلتا الحالتين تؤدي إلى واحدة أو عدة تحللات بيتا متتالية حتى تُنتج نواة يمكنها مرة أخرى التقاط البروتونات قبل تحلل بيتا، ثم يستمر تسلسل التقاط البروتون.
من الممكن تغطية المنطقة التي تحتوي على أخف نواة يصل عددها إلى 56Ni في غضون ثانية لأن كل من التقاطات البروتون وتحلل بيتا سريعان. بدءًا من 56Ni، تواجه عدد من نقاط الانتظار في مسار التفاعل. هذه هي النيوكليدات التي يكون لكل منهما نصف عمر طويل نسبيًا (مقارنةً بالمقياس الزمني للعملية) ويمكنها فقط إضافة بروتون آخر ببطء (أي أن مقطع التصادم للأنواع (p,γ) صغير). أمثلة لنقاط الانتظار هذه هي: 56Ni -60Zn -64Ge - 68Se. قد تكون نقاط الانتظار الإضافية مهمة، وفقًا للظروف التفصيلية وموقع مسار التفاعل. من المعتاد أن تظهر نقاط الانتظار هذه نصف عمر من دقائق إلى أيام، وبالتالي، فإنها تزيد بشكل كبير من الوقت اللازم لمواصلة تسلسلات التفاعل. إذا كانت الشروط المطلوبة لالتقاط السريع للبروتون موجودة فقط لفترة قصيرة (النطاق الزمني للأحداث الفيزيائية الفلكية المتفجرة من الثواني)، فإن نقاط الانتظار تحد أو تعوق استمرار التفاعلات لنوى أثقل.
من أجل إنتاج النواة الغنية بالبروتون، يجب أن يشمل مسار العملية على النيوكليدات التي تحمل نفس عدد الكتلة (ولكن عادةً ما تحتوي على المزيد من البروتونات)، ثم تُحول هذه النيوكليدات إلى نواة غنية بالبروتون من خلال تسلسلات تحلل بيتا بعد توقف التقاط البروتون السريع.

##### العملية rp
ما يسمى عملية التقاط البروتون السريعة هي أنقى أشكال عملية التقاط البروتون السريعة الموصوفة. عند كثافات البروتون التي تزيد عن 1028 بروتون / سم 3 ودرجات حرارة حوالي 2 مليار كلفن، يكون مسار التفاعل قريبًا من خط تقطر البروتون.

##### العملية pn
يمكن تجنب نقاط الانتظار في عمليات التقاط البروتون السريع من خلال تفاعلات الأنواع (n,p) التي تكون أسرع بكثير من التقاطات البروتون أو تحلل بيتا لنواة نقاط الانتظار. ينتج عن هذا انخفاض كبير في الوقت اللازم لبناء عناصر ثقيلة ويسمح بإنتاج فعال خلال ثوانٍ. هذا يتطلب وفرة من النيوترونات الحرة التي عادة ما تكون غير موجودة في البلازما الغنية بالبروتونات. إحدى الطرق للحصول عليها هي إطلاقها من خلال تفاعلات أخرى تحدث في وقت واحد مثل التقاط البروتون السريع، وهذا ما يسمى التقاط البروتون السريع الغني بالنيوترونات أو العملية pn.

##### العملية vp
هناك إمكانية أخرى للحصول على النيوترونات اللازمة لتفاعلات الأنواع (n ،p) المتسارعة في البيئات الغنية بالبروتونات وهي استخدام الالتقاط المضاد للنيوترونات على البروتونات، محولةً البروتون ومضاد النيوترونات إلى بوزيترون ونيوترون. نظرًا لأن النيوتريونات (المضادة) تتفاعل فقط بشكل ضعيف جدًا مع البروتونات، فإن التدفق العالي لمضادات النيوترونات يجب أن يعمل على بلازما ذات كثافة بروتون عالية. وهذا ما يسمى العملية νp .

### مواقع التوليف المحتملة
تنتهي حياة النجوم الضخمة كمستعرات عظمى. في هذه المستعرات، تحدث الصدمة من انفجار في مركز النجم حتى طبقاتها الخارجية، وعندما تصل الصدمة إلى جدار O/Ne للنجم، فإنه يصل إلى شروط العملية γ لمدة 1-2 ثانية.
على الرغم من أن غالبية النوى يمكن تصنيعها بهذه الطريقة، إلا أن بعض مناطق الكتلة للنواة الغنية بالبروتون قد تكون إشكالية في حسابات النماذج. من المعروف بالفعل منذ عقود أن النوى ذات الأعداد الكتلية 100 A < لا يمكن إنتاجها في العملية.γ المحاكاة الحديثة تظهر أيضًا مشاكل في النطاق 165 ≤ A ≤ 150.
لا يمكن إنتاج النواة الغنية بالبروتون 138La في العملية γ، ولكن يمكن تصنيعها في عملية v. يتكون نجم نيوتروني ساخن في وسط مثل هذه المستعرات وهو يشع النيوترونات بكثافة عالية. تتفاعل النيوتريونات أيضًا مع الطبقات الخارجية للنجم المتفجر وتسبب تفاعلات نووية تؤدي إلى خلق 138La، من بين نوى أخرى. أيضًا 180mTa قد تُخلق من هذه العملية v.
اقتُرح استكمال العملية γ في الطبقات الخارجية للنجم بعملية أخرى -تحدث في أعمق طبقات النجمة - بالقرب من النجم النيوتروني ولكن لا تزال تُقذف بدلاً من سقوطها على سطح النجمة النيوترونية. نظرًا لتدفق النيوتريونات المرتفع في البداية من النجم النيوتروني المتشكل، تصبح هذه الطبقات غنية بالبروتون من خلال التفاعل معادلة. على الرغم من أن التدفق مضاد للنيوتروني أضعف في البداية، سيُخلق عدد قليل من النيوترونات، بسبب كثرة البروتونات. هذا يسمح لعملية vp في هذه الطبقات العميقة. بسبب الفترة الزمنية القصيرة للانفجار وحاجز كولوم العالي للنواة الأثقل، فإن مثل عملية vp يمكن أن تنتج فقط نواة أخف.
أي الأنوية المصنّعة وكم مقدارها يعتمد بحساسية على العديد من التفاصيل في عمليات المحاكاة وأيضًا على آلية الانفجار للمستعر الأعظم، والتي لا تزال غير مفهومة بشكل كامل.

#### المستعرات النووية الحرارية
المستعرات النووية العظمى هي انفجار قزم أبيض في نظام نجم ثنائي، ناجم عن تفاعلات نووية حرارية في المادة من نجم مصاحب يتنامى على سطح القزم الأبيض. المادة المتراكمة غنية بالهيدروجين (البروتونات) والهيليوم (جسيمات ألفا) وتصبح ساخنة بدرجة تسمح بتفاعلات نووية.
نوقش عدد من نماذج هذه الانفجارات في الأدبيات، تم استكشف اثنين منها فيما يتعلق باحتمال إنتاج نوى غنية بالبروتون. لا تُطلق أي من هذه الانفجارات نيوترونات، مما يجعل عملية ν و νp مستحيلة، كما أن الشروط المطلوبة لعملية rp أيضًا لم تتحقق.
تعتمد تفاصيل الإنتاج المحتمل للنواة الغنية بالبروتون في هذه المستعرات الأعظمية بحساسية على تكوين المادة المتراكمة من النجم المرافق. نظرًا لأن هذا يمكن أن يتغير إلى حد كبير من نجم إلى نجم، فإن جميع البيانات والنماذج الخاصة بإنتاج البروتون في المستعرات النووية العظمى عرضة لغموض كبير.

##### مستعر أعظم نوع Ia
يفترض نموذج المستعرات النووية الحرارية أن القزم الأبيض ينفجر بعد تجاوز حد تشاندراسيخار بتراكم المادة لأن الانكماش والتدفئة يحرقان الكربون المتفجر في ظروف التحلل. تمتد الجبهة المحترقة النووية عبر القزم الأبيض من الداخل إلى الخارج وتمزقها، ثم الطبقات الخارجية عن قرب تحت سطح القزم الأبيض (التي تحتوي على 0.05 كتلة شمسية من المادة) تظهر الظروف المناسبة لعملية γ.
تصنع النوى الغنية بالبروتون بنفس الطريقة التي تتم بها عملية γ في المستعرات الأعظمية وتواجه نفس الصعوبات. بالإضافة إلى ذلك، لا تُتنج الأنواع 138La و 180mTa.

##### مستعر تحت تشانراسيخار
في فئة فرعية من النوع la، قد ينفجر القزم الأبيض قبل فترة طويلة من وصوله إلى حد تشانراسيخار لأن التفاعلات النووية في المادة المتراكمة يمكن أن تسخن بالفعل القزم الأبيض أثناء مرحلة التراكم وتسبب حرق الكربون المتفجر قبل الأوان. التراكم الغني بالهيليوم يفضل هذا النوع من الانفجار. يسبب حرق الهيليوم انحطاطًا في قاع طبقة الهيليوم المتراكمة ويسبب اثنين من الصدمات. أحد الذي يجري في الداخل يسبب انفجار الكربون، والجبهة الأمامية المتحركة تسخن الطبقات الخارجية للقزم الأبيض وتقذفها. مرة أخرى، هذه الطبقات الخارجية هي موقع لعملية γ في درجات حرارة 2-3 مليار كلفن. بسبب وجود جسيمات ألفا (نوى الهيليوم)، تصبح التفاعلات النووية الإضافية ممكنة. ومن بين تلك العوامل التي تطلق عددًا كبيرًا من النيوترونات 180(a,n)21Ne و22Ne(a,n)25Mg و26Mg(a,n)29si. هذا يسمح لعملية pn في ذلك الجزء من الطبقات الخارجية التي تعاني من درجات حرارة أعلى من 3 مليارات كلفن.
يمكن تصنيع تلك النوى الخفيفة التي تُنتج بشكل غير صحيح في العملية γ بشكل فعال في عملية pn بحيث تظهر وفورات أكبر بكثير من النوى الأخرى الغنية بالبروتون.

#### نجوم نيوترونية في نظام النجوم الثنائية
يمكن للنجم النيوتروني الموجود في نظام ثنائي النجوم أن يتراكم أيضًا من النجم المرافق على سطحه. تبدأ عملية حرق الهيدروجين والهيليوم مجتمعة عندما تصل الطبقة المتراكمة من المادة المتدهورة إلى كثافة تتراوح بين 105 و 106 جم / سم 3 ودرجة حرارة تزيد عن 0.2 مليار كلفن. هذا يؤدي إلى حرق نووي حراري مشابه لما يحدث في الواجهة الخارجية المتحركة لمستعر تحت تشاندراسيخار. لا يتأثر النجم النيوتروني نفسه بالانفجار وبالتالي فإن التفاعلات النووية في الطبقة المتراكمة يمكن أن تستمر لفترة أطول من الانفجار، وهذا يسمح بإنشاء عملية rp. سوف تستمر حتى تُستخدم كل البروتونات الحرة أو توسع طبقة الاحتراق بسبب أن الزيادة في درجة الحرارة وكثافتها تنخفض عن تلك المطلوبة للتفاعلات النووية.
اتضح أن خصائص مفجرات الأشعة السينية في درب التبانة يمكن تفسيرها من خلال عملية rp على سطح النجوم النيوترونية المتراكمة. لا يزال غير واضح ما إذا كان يمكن إخراج المادة وإبعادها من حقل الجاذبية لنجم النيوترون. فقط إذا كان هذا هو الحال، يمكن اعتبار هذه الأجسام مصادر محتملة للنواة الغنية بالبروتون. حتى إذا أُثبت ذلك، فإن نقطة النهاية الموضحة في عملية rp تحد من الإنتاج إلى النوى الخفيفة.